# Janet Bostwick
Janet Bostwick, född 1939, är en bahamiansk advokat och politiker. 
Hon blev 1977 den första kvinnan i Bahamas parlament, och blev sedan Bahamas första kvinnliga ställföreträdande premiärminister och Attorney General. 